# KICK IN! GAROTAS フットサルTV
『KICK IN！ GAROTAS フットサルTV 』（きっくいん がろったす　ふっとさる・ティー・ヴィー）は、2005年11月6日から2006年9月30日までBSフジで放送されていた芸能人女子フットサルのサポート番組である。
2005年11月6日開始～2006年9月30日終了。全24回。第1回から第11回までは隔週日曜日午後0時30分～午後1時。第12回から第24回までは隔週土曜日午後6時～6時30分。次回放送までに再放送を数回繰り返す。
「GAROTAS」とは、ポルトガル語で「少女たち」の意味。

## 番組概要
- 芸能人女子フットサルは、2004年夏のお台場冒険王内「お台場カップ」で産声を上げ、現在はスフィアリーグを結成して定期的に大会を開催している。当番組は、スフィアリーグ参加チームを対象に、大会模様ダイジェスト、練習風景、選手インタビューなどを送る。
- 制作陣には、サンズエンタテインメント野田義治社長がいる。(番組エグゼクティブプロデューサー)

## 放送内容
| MVP     | 赤坂さなえ(carezza) |
| MIP     | 山口百恵(ASAI RED ROSE) |
| ベスト5 | ゴレイロ:赤坂さなえ[(carezza) フィクソ:小島くるみ(carezza) 右アラ:是永美記(Gatas Brilhantes H.P.) 左アラ:山口百恵(ASAI RED ROSE) ピヴォ:長谷川桃(carezza) |

| MVP     | 是永美記(Gatas Brilhantes H.P.) |
| MIP     | 宇津木めぐみ(TEAM dream) |
| ベスト5 | ゴレイロ:時東ぁみ(ミスマガジン) フィールドプレーヤー:里田まい(Gatas Brilhantes H.P.) 是永美記(Gatas Brilhantes H.P.) 宇津木めぐみ(TEAM dream) 溝口麻衣(ミスマガジン) |

| MVP     | 小島くるみ(carezza) |
| MIP     | 溝口麻衣(ミスマガジン) |
| ベスト5 | ゴレイロ:赤坂さなえ(carezza) フィクソ:宇津木めぐみ(TEAM dream) 右アラ:小島くるみ(carezza) 左アラ:溝口麻衣(ミスマガジン) ピヴォ:阿部絵里恵(TEAM dream) |

| MVP     | 宇津木めぐみ(TEAM dream) |
| MIP     | 伊藤雅子(YOTSUYA CLOVERS) |
| ベスト5 | ゴレイロ:伊藤雅子(YOTSUYA CLOVERS) フィクソ:宇津木めぐみ(TEAM dream) 右アラ:是永美記(Gatas Brilhantes H.P.) 左アラ:高本彩(TEAM dream) ピヴォ:あさみ(Gatas Brilhantes H.P.) |

| MVP     | かりん(FANTASISTA) |
| MIP     | 松本美佳里(XANADU loves NHC) |
| ベスト5 | ゴレイロ:赤坂さなえ(carezza) フィクソ:かりん(FANTASISTA) 右アラ:松本美佳里(XANADU loves NHC) 左アラ:佐々木蓮(FANTASISTA) ピヴォ:青谷優衣(FANTASISTA) |

## スタッフ
- NAVIGATOR - GAKU-MC
- DIRECTOR - 北山大介
- DESIGNER - 前田久美子
- CAMERAMAN (放送ごとに異なる)
- VE (放送ごとに異なる)
- ONLINE EDITOR (放送ごとに異なる)
- MA (放送ごとに異なる)
- LINE PRODUCER - 渡辺洋朗(ONGAKU INC.)
- PRODUCER - 小杉雅博(BSフジ)　檜山正(Traffic Japan COMMUNICATION)
- EXECTIVE PRODUCER - 野田義治(Traffic Japan COMMUNICATION)
- 技術協力 - ONGAKU INC.　CRAZY TV　Spice　DeadBoss Inc.　Kujira noise Co,ltd.
- 素材提供 - フジテレビ　フジテレビ739
- 制作 - BSフジ　Traffic Japan COMMUNICATION